# Rachel Daly
Rachel Ann Daly (Harrogate, Inglaterra; 6 de diciembre de 1991) es una futbolista inglesa que juega de delantera para el Aston Villa de la FA WSL de Inglaterra y como defensora en la selección de Inglaterra.

## Trayectoria

### Houston Dash
En 2016, Daly fue elegida por el Houston Dash en el sexto turno del draft universitario de la NWSL. Luego de su primer partido, fue nombrada Jugadora de la Semana por haber contribuido con un gol y una asistencia en la victoria 3 a 1 frente al Chicago Red Stars. Terminó la temporada con 16 partidos jugados, 4 goles y 4 asistencias.
En 2017, tuvo más participación en el equipo, jugando 23 de los 24 partidos del campeonato, y anotando 5 goles.
En la temporada 2018, fue nombrada Jugadora de la Semana en la novena semana, y Jugadora del Mes en mayo. Daly fue titular en todos los 24 partidos y anotó 10 goles, un récord en su carrera. Cerró la temporada siendo incluida en el Segundo Mejor Once de la NWSL.
En 2020, fue nombrada capitana del equipo de cara a la NWSL Challenge Cup 2020. En los cuartos de final frente al Utah Royals FC, Daly contribuyó con su gol en la serie de penales que terminó 3:2 a favor del Dash, avanzando así a las semifinales. Allí se enfrentó al Portland Thorns FC y nuevamente apareció la delantera para marcar el único gol de la victoria a los 69 minutos de juego. En la final frente a Chicago Red Stars, Daly puso el balón en los pies de Shea Groom quien selló el 2 a 0 definitivo, dándole al Houston Dash el primer título en su historia. Daly terminó la temporada siendo nombrada MVP del torneo, reconocida con el Botín de Oro a la goleadora del certamen y siendo incluida en el Mejor Once de la NWSL.

### Aston Villa
En agosto de 2022, Daly firmó un contrato de tres años con Aston Villa. Pasó a estrenar su nueva camiseta el 18 de septiembre de ese año, anotando 2 goles en la victoria por 4-3 sobre el Manchester City. Dos meses más tarde marcó su primer hat-trick para el club en la victoria por 3-1 sobre el Reading en Villa Park, repitiendo la hazaña en mayo del año siguiente cuando las Villans golearon por 5-0 al mismo club. La galardona como Mejor Jugadora de la liga registró 22 goles en la edición 2022-23 de la WSL, ganó el Botín de Oro e igualó el récord de Vivianne Miedema de más goles marcados en una temporada.
En la Women's FA Cup 2022-23 acumuló 6 goles en 4 partidos, incluidos 4 tantos en la victoria por 11-0 contra el AFC Fylde, terminando como segunda máxima goleadora junto a Sam Kerr y a un gol de la máxima artillera Khadija Shaw.

## Selección nacional
Daly ha representado a Inglaterra en las categorías sub-15, sub-17, sub-19 y sub-23. Integró el cuadro inglés que disputó la Copa Mundial Sub-17, despidiéndose del torneo en las semifinales.
Cuando Mark Sampson tomó las riendas de la selección mayor, incluyó a Daly en su equipo titular en diciembre de 2013. Tuvo su debut absoluto en junio de 2016, anotando en la victoria de Inglaterra por 7-0 en la clasificación para la Eurocopa Femenina de 2017 contra Serbia. Sin embargo, la defensora quedó fuera del equipo de Sampson para la Eurocopa 2017.
Tras una ausencia de casi un año en la selección, Daly fue convocada para la Copa SheBelieves 2018 por el nuevo entrenador Phil Neville. Disputó cuatro partidos en la clasificación para la Copa del Mundo de 2019, cuando Inglaterra ganó su grupo y se clasificó para el Mundial de 2019. Ganó la Copa SheBelieves 2019 con Inglaterra, donde apareció en dos encuentros y jugó los 90 minutos en un empate 2-2 contra Estados Unidos.
En junio de 2022 fue convocada para la Eurocopa Femenina 2022, donde hizo de titular como lateral izquierda en todos los partidos. Inglaterra se llevó el trofeo en lo que fue su primer título a nivel continental.

### Selección del Reino Unido
En mayo de 2021, Daly fue incluida en la selección del Reino Unido como una de las seis defensoras del equipo para disputar los Juegos Olímpicos de Tokio 2020. Apareció en los cuatro partidos de las británicas, haciendo de titular en tres de ellos.

## Estadísticas

### Clubes
| Club                 | País           | Año             |
| -------------------- | -------------- | --------------- |
| Leeds United Women   | Inglaterra     | 2008 - 2010     |
| Lincoln Ladies       | Inglaterra     | 2011 - 2012     |
| Los Angeles Strikers | Estados Unidos | 2013            |
| Pali Blues           | Estados Unidos | 2014            |
| SoCal FC             | Estados Unidos | 2015            |
| Houston Dash         | Estados Unidos | 2016 - 2020     |
| West Ham (préstamo)  | Inglaterra     | 2020            |
| Houston Dash         | Estados Unidos | 2021 - 2022     |
| Aston Villa          | Inglaterra     | 2022 - presente |

## Palmarés

### Títulos nacionales
| Título                         | Club               | País           | Año  |
| ------------------------------ | ------------------ | -------------- | ---- |
| FA Women's National League Cup | Leeds United Women | Inglaterra     | 2010 |
| NWSL Challenge Cup 2020        | Houston Dash       | Estados Unidos | 2020 |

### Títulos internacionales
| Título               | Equipo     | País           | Año  |
| -------------------- | ---------- | -------------- | ---- |
| Copa SheBelieves     | Inglaterra | Estados Unidos | 2019 |
| Eurocopa Femenina    | Inglaterra | Inglaterra     | 2022 |
| Finalissima Femenina | Inglaterra | Inglaterra     | 2023 |

### Distinciones individuales
| Distinción                              | Año     |
| --------------------------------------- | ------- |
| Mejor Jugadora de la NWSL Challenge Cup | 2020    |
| Botín de Oro de la NWSL Challenge Cup   | 2020    |
| Mejor Once de la NWSL Challenge Cup     | 2020    |
| Mejor Jugadora de la WSL                | 2022-23 |
| Botín de Oro de la WSL                  | 2022-23 |

## Vida personal
Daly es lesbiana y mantuvo una relación con Kristie Mewis.